# Roccamonfina, Kampanien
Roccamonfina är en ort och kommun i provinsen Caserta i regionen Kampanien i Italien. Kommunen hade 3 399 invånare (2017).